# Lucrezia Beccari
Pour les articles homonymes, voir Beccari.
Lucrezia Beccari (née le 18 décembre 2003 à Turin) est une patineuse artistique italienne. Elle patine au niveau international sénior d'abord en individuel (2019 à 2022) puis s'associe à Matteo Guarise pour concourir dans l'épreuve de couple.

## Carrière sportive
Beccari participe aux épreuves internationales juniors en 2017 avec le Grand Prix junior ISU en septembre, où elle se classe septième à Minsk, en Biélorussie. Après avoir remporté le titre national junior, elle est sélectionnée pour représenter l'Italie aux Championnats du monde juniors 2018 à Sofia, en Bulgarie ; elle termine seizième au classement général après s'être classée vingt-troisième dans le programme court et onzième dans le programme libre. 
Pour la saison 2018-19, elle rejoint Bergame avec comme entraineur Franca Bianconi à Bergame. Elle remporte trois médailles internationales juniors : le bronze à l'Ours d'Or de Zagreb, l'or à la Coupe de Varsovie et l'or à la Coupe Denkova-Staviski. Bien que trop jeune pour les épreuves internationales de niveau senior, elle concourt dans la catégorie senior des championnats d'Italie en décembre où elle devient vice-championne d'Italie derrière Alessia Tornaghi.
La saison suivante, elle participe au Grand Prix Junior, avec une seizième place au JGP Pologne. Faisant ses débuts senior dans la série Challenger, elle participe trois fois au Trophée et termine quatrième aux championnats italiens. Elle est également médaillée d'argent au Festival olympique d'hiver de la jeunesse européenne 2019.
Les saisons suivantes sont marquées par l’annulation des compétitions à la suite de la pandémie de COVID-19 ; elle ne participera pas au Trophée CS Lombardia 2021. À la suite de l'annulation de la Coupe de Chine 2021, l'Italie devient l'hôte du troisième Grand Prix et Beccari est retenue pour participer au concours avec Lara Naki Gutmann, faisant ainsi ses débuts en Grand Prix avec une douzième place.
À l'été 2022, Beccari a l'opportunité de passer au patinage en couple, Matteo Guarise étant à la recherche d'une nouvelle partenaire après l'arrête de la compétition pour Nicole Della Monica. Beccari/Guarise font leurs débuts internationaux lors de la Coupe CS Varsovie 2022, terminant à la quatrième place. Ils remportent la médaille de bronze lors de leurs premiers championnats d'Italie et terminent septièmes aux Championnats d'Europe 2023.
Le couple commence la saison 2023-24 avec une quatrième place au Trophée CS Lombardia 2023 suivi d'une médaille d'argent au trophée CS Nebelhorn 2023. Leur premier podium en Grand Prix a lieu aux Internationaux Patinage Canada 2023, où ils remportent la médaille de bronze, bien que chacun ait commis une erreur de saut en patinage libre. Ils enchainent avec une médaille d'argent au Trophée NHK 2023 mais cela n'est pas suffisant pour accéder à la Finale du Grand Prix étant à égalité avec leurs compatriotes italiens Ghilardi/Ambrosini et avec les Hongrois Pavlova/Sviatchenko. En janvier 2024, ils sont sacrés champions d'Europe.

## Palmarès couple
Avec Matteo Guarise (2 saisons : 2022-2024)
| Compétition             | 2023    | 2024    |  |  |  |  |  |  |  |  |  |  |  |  |
| Jeux olympiques d'hiver |         |         |  |  |  |  |  |  |  |  |  |  |  |  |
| Championnats du monde   |         | 9e      |  |  |  |  |  |  |  |  |  |  |  |  |
| Championnats d’Europe   | 7e      | 1re     |  |  |  |  |  |  |  |  |  |  |  |  |
| Championnats d'Italie   | 3e      | 2e      |  |  |  |  |  |  |  |  |  |  |  |  |
|                         |         |         |  |  |  |  |  |  |  |  |  |  |  |  |
| Grand Prix ISU          | 2022/23 | 2023/24 |  |  |  |  |  |  |  |  |  |  |  |  |
| Finale du Grand Prix    |         |         |  |  |  |  |  |  |  |  |  |  |  |  |
| Skate America           |         |         |  |  |  |  |  |  |  |  |  |  |  |  |
| Skate Canada            |         | 3e      |  |  |  |  |  |  |  |  |  |  |  |  |
| Coupe de Chine          |         |         |  |  |  |  |  |  |  |  |  |  |  |  |
| Trophée de France       |         |         |  |  |  |  |  |  |  |  |  |  |  |  |
| Coupe de Russie         |         |         |  |  |  |  |  |  |  |  |  |  |  |  |
| Trophée NHK             |         | 2e      |  |  |  |  |  |  |  |  |  |  |  |  |
| Légende : F = Forfait   |         |         |  |  |  |  |  |  |  |  |  |  |  |  |